# Ван Чжичжун
Ван Чжичжун (王执中, д/н — після 1220) — китайський медик, майстер припікання та акупунктури, часів епохи Південна Сун.

## Життєпис
Про Ван Чжичжуна відомо замало. Народився приблизно у 1130-1140-х роках на території сучасної провінції Чжецзян. У 1169 році успішно склав імператорський іспит й отримав вищий вчений ступінь цзіньши. Згодом був чиновником на державній службі, викладав у різних округах.
У 1220 році написав книгу «Чжень цзю цзи шен цзин» («Канон, зобов'язаний появою голковколюваню і припіканю»), в якій узагальнено клінічний досвід лікарів стародавності і народні способи лікування за допомогою методів чженьцзю-терапії.
Мав дуже глибокими знаннями в науці акупунктури і припікання. Особливо був вправний у методах припікання. Провів дослідження точок, принципів їх вибору, застосування методів припікання.